# Pierre Venteau
Pierre Venteau, né le 26 août 1974 à Saint-Yrieix-la-Perche, est un homme politique français, membre de La République en marche.

## Biographie
Pierre Venteau est originaire de Saint-Yrieix-la-Perche, commune où il réside. Il est petit-fils d'un couple d'éleveurs. Il est marié et père de trois enfants. Avant d'être nommé député, il est directeur général adjoint de la Chambre d'agriculture de la Haute-Vienne.
Il milite au Mouvement des jeunes socialistes durant les années 1990, avant de se syndicaliser à la Confédération française démocratique du travail.
Aux élections législatives de 2017, il est suppléant du candidat de La République en marche Jean-Baptiste Djebbari, élu dans la deuxième circonscription. En septembre 2019, Djebbari est nommé secrétaire d'État aux Transports. Venteau le remplace à son poste de député le mois suivant. Il intègre le groupe La République en marche.
Le 4 mai 2022, il annonce ne pas briguer sa propre succession, étant devenu directeur de l'Association nationale pommes poires, un lobby représentant 1 500 producteurs. Il prend ses fonctions dès le 1er mars, alors qu’il est encore élu jusqu’au 19 juin et que la loi interdit aux députés en fonction d’exercer une activité de représentant d’intérêts. Le quotidien Le Monde relève que Pierre Venteau a siégé au cours de son mandat dans la mission d’information sur les coopératives agricoles où il a défendu les positions de son futur employeur.